# Luciano di Lentini
Luciano (Lentini, ... – Lentini, ...; fl. VI secolo) è stato un vescovo italiano, venerato come santo dalla Chiesa cattolica.

## Agiografia
Il suo nome si trova nell'elenco dei vescovi della diocesi di Lentini, menzionato nella Vita dei Santi Martiri Alfio, Filadelfo e Cirino. Quando era diacono, il vescovo era Crescente, eretico e iconoclasta. Crescente voleva gettare le reliquie dei tre santi e Luciano le prese e le nascose nel monastero di San Filippo di Fragalà. 
Nell'anno 538 fu consacrato come nono vescovo di Lentini dopo la rimozione di Crescente. Condusse una vita pia, riparò i danni causati dal predecessore, accrebbe il culto dei tre fratelli martiri e compì diversi miracoli. Quando vi furono tempi di carestia e peste, ordinò tre giorni di digiuno, e il castigo fu allontanato. Rimase come vescovo per ventisette anni. 
Alla sua morte fu sepolto all'ingresso della basilica di Santa Maria della Cava, l'odierna chiesa madre di Lentini.

## Culto
È commemorato il 3 gennaio nei Sinassari bizantini e nel Martirologio Romano.